# 掇刀区
掇刀区是中华人民共和国湖北省荆门市所辖的一个市辖区。总面积为597平方公里，常住人口約38万人。

## 行政区划
掇刀区下辖4个街道办事处、2个镇：
掇刀石街道、白庙街道、兴隆街道、双喜街道、团林铺镇和麻城镇。

## 人口
荆门市第七次全国人口普查公报显示：掇刀区常住人口为379602人，男性人口占比50.42%，女性人口占比49.58%，年龄结构中0-14岁占比14.76%，15-59岁占比70.11%，60岁以上占比15.13%，65岁以上占比10.39%。